# Cappella dell'Immacolata Concezione (Gaeta)
(Paolo Capobianco)
La cappella dell'Immacolata Concezione, anche detta "Cappella d'Oro" o "Grotta d'Oro" per la sua ricca decorazione interna lignea con rifiniture in oro zecchino, è un importante luogo di culto cattolico di Gaeta, situato nel centro storico della città in via dell'Annunziata, 21 all'interno dello Stabilimento dell'Annunziata.

## Storia
La cappella dell'Immacolata Concezione venne costruita nel XIV secolo.
Nella prima metà del XVI secolo, l'interno dell'ambiente venne dotato dell'attuale apparato decorativo, costituito dal soffitto ligneo e dal ciclo pittorico di Giovanni Filippo Criscuolo. Nel secolo successivo, ad opera di Dionisio Lazzari, venne realizzato il portale sull'esterno.
Papa Pio IX amava pregare in questa cappella ed è proprio lì che ha avuto l'ispirazione per la stesura del Dogma dell'Immacolata Concezione (1854).

## Descrizione

### Architettura
La cappella dell'Immacolata Concezione è inglobata all'interno dello stabilimento dell'Annunziata e dà su via dell'Annunziata con un portale barocco. Questo, opera di Dionisio Lazzari, è in marmo; ai lati è affiancato da due lesene corinzie che sorreggono idealmente il timpano spezzato triangolare, con sull'architrave lo stemma di Gaeta. Al centro del timpano si apre l'unica finestra che dà luce all'interno, anch'essa arricchita da una cornice marmorea decorativa. Alla sinistra del portale, una targa ricorda che papa Pio IX, durante il suo esilio gaetano, veniva spesso a pregare in questo luogo.
L'ambiente è a navata unica priva di abside e coperta con volta a botte ribassata, riccamente decorata con un soffitto a cassettoni ottagonali in legno con rifiniture in oro zecchino. Le pareti sono interamente occupate dal ciclo pittorico di Giovanni Filippo Criscuolo, ad eccezione della parte inferiore, che presenta una boiserie lignea. Il presbiterio è delimitato da una balaustra in ferro battuto ed accoglie l'altare in marmi policromi, realizzato alla fine del XVIII secolo su disegno di Pietro Paolo Ferrara.

### Ciclo pittorico

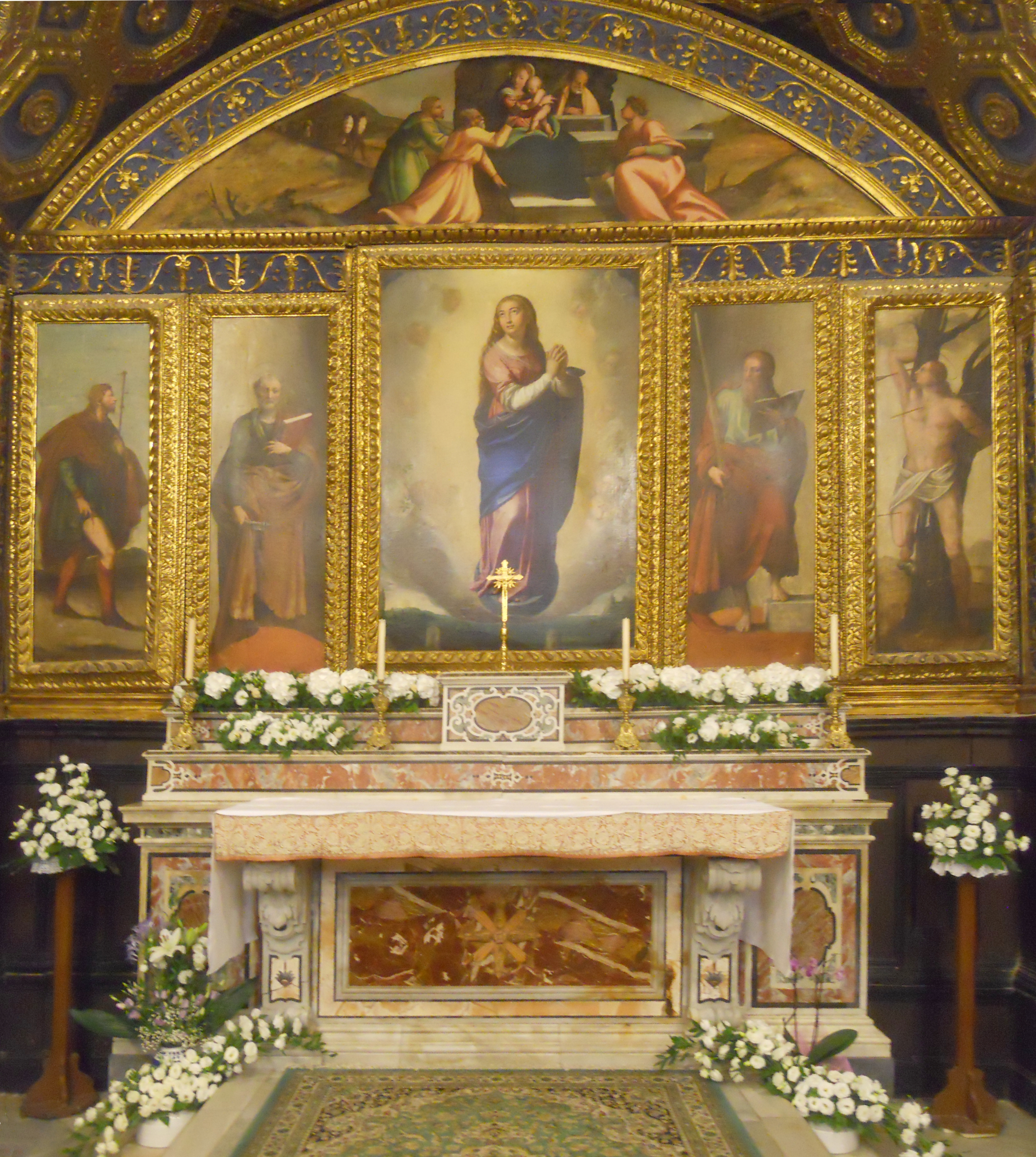
Parete di fondo e altare

La parte superiore delle pareti è decorata con il pregevole Ciclo pittorico di Giovanni Filippo Criscuolo, firmato e datato 1513; probabilmente il pittore non condusse da solo l'opera ma si avvalse di aiuti, come lasciano intuire alcune differenze di registro stilistico tra i vari quadri. Questo si articola in più tele divise e racchiuse da cornici lignee scolpite e dorate e rappresenta scene della vita di Gesù, di Maria ed episodi dall'Antico Testamento; lo stile risente dell'influsso di Andrea Sabatini, maestro del Criscuolo, con un'accentuazione maggiormente drammatica dei toni dolci sabatiniani.
La parete di controfacciata presenta, ai lati della finestra posta sopra il portale, due tele raffiguranti l'Annunciazione, con a sinistra l'arcangelo Gabriele e a destra la Madonna. Lungo la parete destra, sono raffigurate, dalla parete d'ingresso: le Nozze di Cana, Gesù accoglie i fanciulli, il Battesimo di Cristo, Gesù discute con i Dottori nel Tempio, la Visitazione e la Natività di Maria. Le tele della parete di sinistra, dalla parete di fondo, raffigurano: la Natività di Gesù, il Sogno di Giuseppe, la Fuga in Egitto, la Strage degli Innocenti, la Circoncisione di Gesù e la Presentazione di Gesù al Tempio.
La decorazione pittorica della parete di fondo si articola su due registri: quello superiore, costituito da una lunetta raffigurante l'Adorazione dei Magi e quello inferiore, costituito da un polittico. Quest'ultimo è composto da cinque tele, delle quali quella centrale è opera di Scipione Pulzone e raffigura l'Immacolata Concezione (1582). Le tele laterali, invece, sono del Criscuolo e raffigurano, da destra, San Sebastiano, San Paolo, San Pietro e San Rocco.
Originariamente l'ambiente era totalmente affrescato; di tale decorazione pittorica, risalente al secondo quarto del XIV secolo e attribuibile all'ultima fase di attività di Antonio Speziario Cavarretto (formatosi nella bottega di Giotto), rimangono due brani staccati ed esposti all'esposizione permanente nell'annesso stabilimento della Santissima Annunziata: un'Annunciazione (con la scena inserita all'interno di un contesto architettonico) e parte di un Coro di angeli.